# Octomys mimax
Genre
Espèce
Statut de conservation UICN

 LC  : Préoccupation mineure
Le genre Octomys comprend une seule espèce, Octomys mimax, un petit rongeur de la famille des Octodontidés vivant uniquement dans les montagnes d'Argentine et du Chili. Cet animal est particulièrement bien adapté à la vie dans ces contrées désertiques.
Appelée viscacha rat par les anglophones, il ne faut pas confondre cette espèce avec le Rat-viscache roux d'Argentine (Tympanoctomys barrerae).
C'est une espèce que l'UICN ne considère pas comme menacée.

## Description de l'espèce

### Morphologie
Ce rongeur est dit caviomorphe, c'est-à-dire d'aspect proche des espèces du genre Cavia comme le cobaye.
La queue est à peu près aussi longue que le corps. Le corps est couvert d'une fourrure soyeuse, beige sur le dessus et plus claire sous le ventre. La tête s'attache directement au corps. Elle est assez large et le museau arrondi porte de nombreuses vibrisses. Situés de chaque côté, les yeux sombres sont arrondis et légèrement saillants. Les oreilles de taille moyenne, couvertes de poils courts, s'ouvrent largement de part et leur forme est ovale. La première moitié de la queue est couverte de poils durs puis les poils s'allongent pour former un pinceau touffu. Les membres inférieurs ont quatre doigts bien développés terminés par des griffes courbes et pointues, ils sont plus longs que ceux de l'avant et adaptés à la course, au saut ou à la position assise.
Comme tous les Octodontidae les dents du fond ont une surface en forme de cercle sinueux. La formule dentaire est (i1/1, c0/0, pm1/1, m3/3)x2=20.
Le crâne présente des bulles tympaniques très développées.

### Habitat
Octomys mimax vit dans des terres désertiques rocheuses, à basse altitude. Il habite les versants de collines plantés de grands Cactus et parsemés de roches ou des zones broussailleuses.

### Mode de vie
L'espèce Octomys mimax a un mode de vie à peu près semblable à celui des espèces du genre Neotoma qui, avec les membres de la famille des Heteromyidae, forment le groupe des espèces de rongeurs ayant le plus haut degré d'adaptation à la survie dans le désert.
Comme tous les Octodontidés ces rongeurs portant la queue dressée lorsqu'ils courent. Ils sont capables de creuser des terriers ou bien nichent dans les anfractuosités de rochers. Ils se nourrissent de plantes à bulbes, de tubercules, d'écorces ou de cactus. Les femelles donnent généralement naissance, par an, à deux portées de 1 à 10 petits.